# Muskingum megye
Muskingum megye az Amerikai Egyesült Államokban, azon belül Ohio államban található. Megyeszékhelye és legnagyobb városa Zanesville. Lakosainak száma 86 410 fő (2020. április 1.). Muskingum megye Coshocton, Morgan, Guernsey, Noble, Perry és Licking megyékkel határos.

## Népesség
A megye népességének változása:
| Lakosok száma | 86 197 | 86 219 | 85 934 | 85 231 | 86 290 | 86 410 |
|               | 2010   | 2011   | 2012   | 2013   | 2015   | 2020   |